# فرزندسالاری
فرزندسالاری پدیده‌ای است که در پی تغییر جایگاه افراد و حاکمیت فرزندان بر قلمرو خانواده، خصوصاً در عصر حاضر با آن روبرو هستیم.
در فرزند سالاری سلسله مراتب در نظام خانواده تغییر کرده و فرزندان نقش تصمیم گیرنده را در خانواده دارند.

## پیامدهای فرزندسالاری
در حال حاضر فرزند سالاری تنها به نوجوانان و جوانان منتهی نمی‌شود بلکه فرزندان در سنین پایین و کودکان نیز در تصمیم‌گیری‌ها و جهت دهی به مسیر زندگی نقش به سزایی دارند که این امر می‌تواند پیامدهایی به دنبال داشته باشد. این رویه می‌تواند شرایطی را فراهم کند تا فرزندان به مرور  قدرت بیشتری کسب کنند تا جایی که والدین مطیع آن‌ها شده و در بسیاری از موارد گرفتن تصمیمات غلط و غیرمنطقی می‌تواند از پیامدهای فرزند سالاری باشد.
عدم استقلال و خودساختگی فرزندان نیز از دیگر پیامدهای فرزندسالاری است، چراکه با این روند تمامی خواسته‌های فرزند برآورده می‌شود که در آینده و در فقدان والدین می‌تواند مشکلات و آسیب‌هایی برای فرزندان به وجود آورد.

## مقابله با فرزندسالاری
فرزند سالاری رویه‌ای نادرست است که والدین باید با تدبیر و رفتار مناسب و در عین احترام به نظرات فرزندان این ذهنیت را برای آن‌ها ایجاد کنند که با وجود نظام مشورتی در خانواده، در نهایت والدین تصمیمات نهایی را می‌گیرند.
تقسیم کار میان فرزندان و نظارت والدین بر عملکرد آن‌ها از دیگر راه کارهایی است که می‌تواند از بروز این پدیده در خانواده جلوگیری کند.